# Pons de Gévaudan
Pons de Gévaudan, (ou Pons de Brioude), (av. 970 ?-† entre 1016 et 1018), comte de Gévaudan et de Brioude, gardien de la patrie de Forez (vers 1011), fils d'Étienne de Gévaudan et d'Adélaïde d'Anjou.

## Éléments biographiques

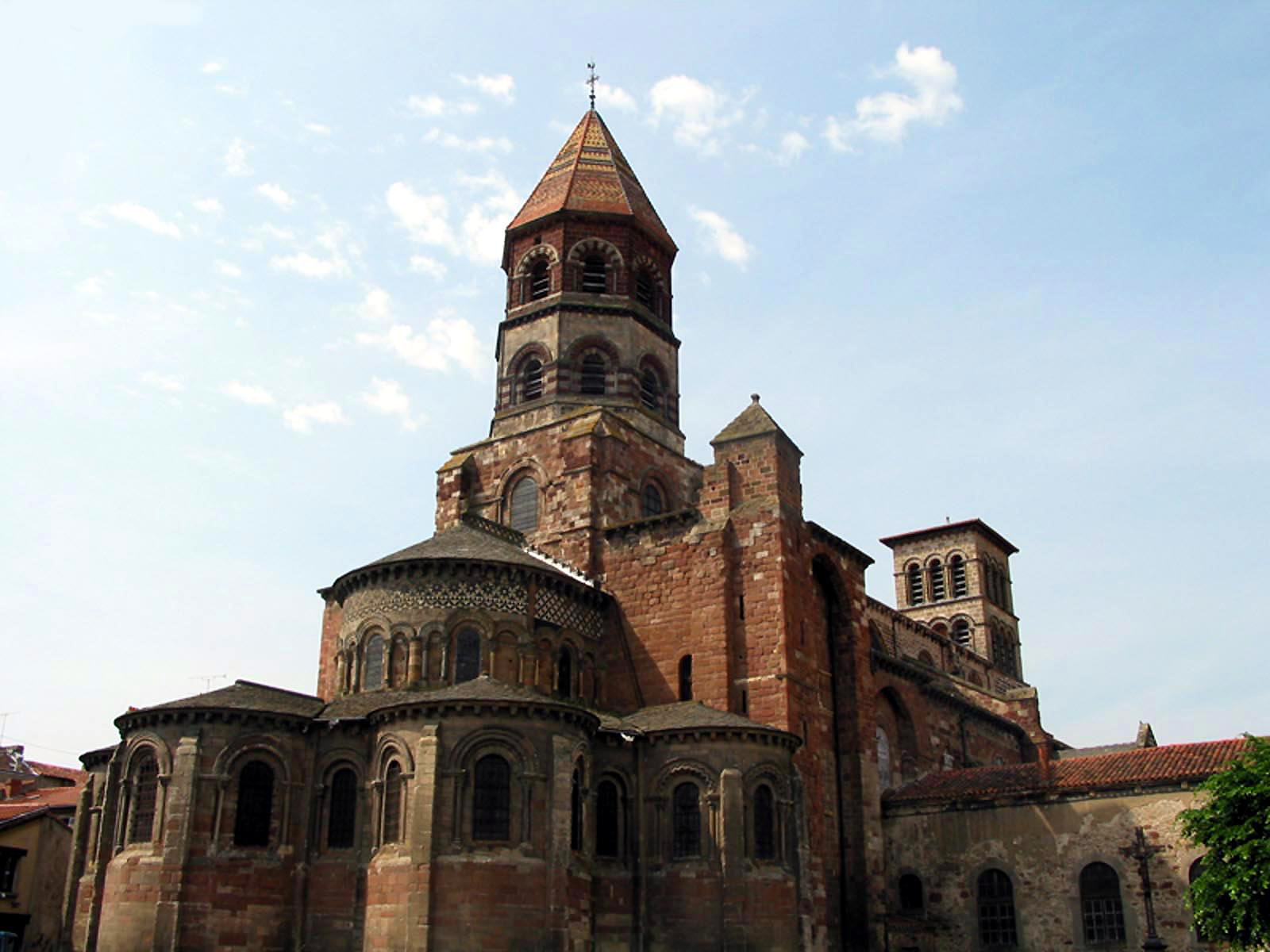
La basilique Saint-Julien de Brioude.

On ignore l'identité de sa première épouse. 
Autour de l'an mil, dans le contexte de réconciliation entre "angevins" et "poitevins", il épouse Thiberge (peut-être la fille de Charles-Constantin de Vienne et veuve d'Artaud II de Forez). Il obtient à cette occasion le rectorat de l'église Saint-Paul de Lyon et le Forez probablement par la dot de Thiberge. Ils n'eurent apparemment pas d'enfant. L'alliance fut vraisemblablement doublée par le mariage du fils du premier lit de Thiberge, le futur comte Géraud de Forez, avec une sœur de Pons, Adélaïde.
Chef de la branche auvergnate du "clan angevin", proche des capétiens, dans la lutte contre le comte de Poitou et le duc d'Aquitaine, Pons finit par la répudier pour contracter une troisième union stratégique avec Légarde de Rodez (ap. 1011).
Les deux partis entrent en conflit ouvert et le comte-duc Guillaume le Grand mène vraisemblablement une offensive militaire contre l'archevêque Etienne III de Clermont. Ce dernier excommunie Pons pour son divorce. 
Il meurt assassiné par Artaud III qui venge l'honneur de sa mère vers 1016-1018 avant d'être vraisemblablement victime à son tour de représailles.

## Descendance
Ses enfants semblent tous issus de son premier mariage:
- Etienne III de Gévaudan dit "le Blanc", évêque de Clermont. En guerre avec Etienne IV de Clermont qui incendia Brioude, il fut assassiné en 1013 alors qu'il allait rendre visite à la nouvelle femme de son père[5],[6] ;

- Pons, n'est plus mentionné dans les sources après la mort de son père et de son frère[7] ;

- ? Stéphanie/Etiennette, fille hypothétique de Pons qui aurait épousé Artaud II avant l'assassinat de Pons. Elle pourrait alors être la mère d'Estefania qui épousa Guillaume II fondateur de la lignée des comtes de Pallars Sobirà[8].